# François de Créquy

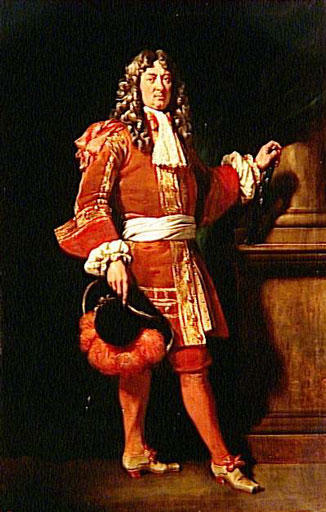
François de Créquy, oljemålning av Henri Decaisne (1835).

François de Créquy markis de Marines, född 1625, död 3 februari 1687, var en fransk militär.
Créquy började sin militära bana under trettioåriga kriget, och slöt sig under fronden till hovet och blev generallöjtnant, innan han fyllt 30 år. Han utnämndes till marskalk 1668, då han besegrade den här, som försökte undsätta det av Ludvig XIV personligen belägrade Lille. 1672 måste han gå i landsflykt för sin vägran att tjänstgöra under Turenne men återvände efter dennes död, och var under de följande åren Frankrikes främsta militär och bidrog till krigets lyckliga utgång.